# Vasselin
Vasselin település Franciaországban, Isère megyében. Lakosainak száma 462 fő (2022. január 1.). Vasselin Dolomieu, Saint-Sorlin-de-Morestel, Vézeronce-Curtin és Vignieu községekkel határos.

## Népesség
A település népessége az elmúlt években az alábbi módon változott:
| Lakosok száma | 160  | 202  | 239  | 378  | 473  | 468  | 474  | 461  | 461  | 462  |
|               | 1968 | 1982 | 1990 | 2006 | 2013 | 2015 | 2017 | 2019 | 2020 | 2022 |